# Ніко Гішір
Ніко Гішір (нім. Nico Hischier; нар. 4 січня 1999, Натер, кантон Вале, Швейцарія) — швейцарський професійний хокеїст, нападник клубу «Галіфакс Мусгедс» у Головній юніорській хокейній лізі Квебеку (QMJHL). 1-й номер драфту НХЛ 2017 року. Його старший брат Лука Гішір також є професійним хокеїстом.

## Ігрова кар'єра
Ніко Гішір навчався хокею у дитячо-юнацькій секції хокейного клубу «Піспа» з кантону Вале, після чого після досягнення п'ятнадцятирічного віку уклав контракт з клубом Швейцарської національної ліги «Берн», наслідуючи приклад свого старшого брата Луки, вже виступав за основну команду бернців. На початку сезону 2015/16 Ніко був відправлений до основного складу «Піспа», але вже в листопаді 2015 року повернуто в Берн для гри за головну команду через велику кількість травмованих гравців. Всього в своєму першому професійному сезоні Гішір провів 15 матчів і набрав в них одне очко, провівши більшу його частину в фарм-клубі.
У 2016 році Ніко був обраний під загальним шостим номером на драфті Канадської хокейної ліги клубом «Галіфакс Мусгедс». У першому сезоні в Головній юніорської хокейній лізі Квебека він зумів набрати 86 очок (38+48), ставши кращим за цим показником новачком ліги, чим заслужив «Кубок RDS», «Майк Боссі Трофі» та звання «Найкращий новачок року CHL». Ніко Гішір також був обраний до символічної збірної новачків.
Перед драфтом НХЛ 2017 року розглядався разом з Ноланом Патріком як найбільш ймовірного кандидата на перший номер вибору. Скаутські агентства як сильні сторони Гішіра відзначали глибоке розуміння ним гри і талант до гри в атаці. Сам Ніко зазначив, що намагався наслідувати стиль гри Павла Дацюка.

## Статистика

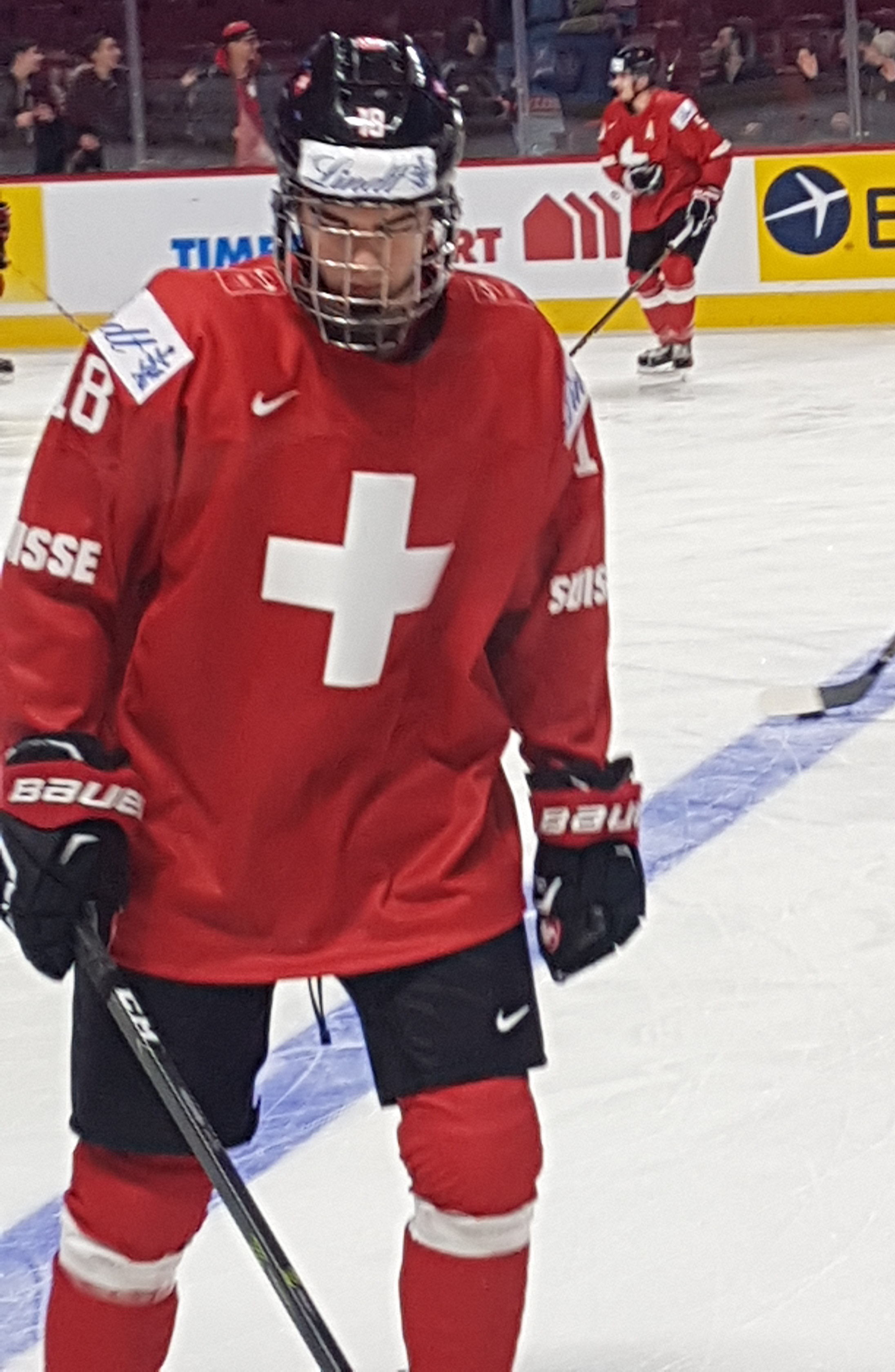
Ніко Гішір на Молодіжному чемпіонаті світу з хокею із шайбою 2017 року.

### Клубна кар'єра
| Сезон          | Клуб             | Ліга           | Регулярний сезон | Регулярний сезон | Регулярний сезон | Регулярний сезон | Регулярний сезон | Плей-оф | Плей-оф | Плей-оф | Плей-оф | Плей-оф |
| Сезон          | Клуб             | Ліга           | І                | Г                | П                | О                | ШХ               | І       | Г       | П       | О       | ШХ      |
| -------------- | ---------------- | -------------- | ---------------- | ---------------- | ---------------- | ---------------- | ---------------- | ------- | ------- | ------- | ------- | ------- |
| 2014–15        | Берн U20         | ЕлітЮА         | 11               | 1                | 1                | 2                | 2                | 10      | 3       | 3       | 6       | 0       |
| 2015–16        | Берн U20         | ЕлітЮА         | 18               | 11               | 17               | 28               | 6                | 9       | 1       | 8       | 9       | 2       |
| 2015–16        | Берн             | NLA            | 15               | 1                | 0                | 1                | 2                | —       | —       | —       | —       | —       |
| 2015–16        | Вісп             | NLB            | 7                | 1                | 1                | 2                | 0                | 6       | 2       | 0       | 2       | 8       |
| 2016–17        | Галіфакс Мусгедс | ГЮХЛК          | 57               | 38               | 48               | 86               | 24               | 6       | 3       | 4       | 7       | 0       |
| Усього в НЛА   | Усього в НЛА     | Усього в НЛА   | 15               | 1                | 0                | 1                | 2                | —       | —       | —       | —       | —       |
| Усього в ГЮХЛК | Усього в ГЮХЛК   | Усього в ГЮХЛК | 57               | 38               | 48               | 86               | 24               | 6       | 3       | 4       | 7       | 0       |

### Міжнародні
| Рік                                      | Збірна                                   | Турнір                                   | Місце                                    |    | І  | Г  | П  | О | ШХ |
| 2015                                     | Швейцарія (юн.)                          | ЮЧС                                      | 8-е                                      | 5  | 1  | 0  | 1  | 0 |    |
| 2015                                     | Швейцарія (юн.)                          | Меморіал Івана Глінки                    | 8-е                                      | 4  | 3  | 3  | 6  | 0 |    |
| 2016                                     | Швейцарія (юн.)                          | ЮЧС                                      | 8-е                                      | 5  | 1  | 3  | 4  | 0 |    |
| 2016                                     | Швейцарія (мол.)                         | МЧС                                      | 9-е                                      | 6  | 0  | 2  | 2  | 0 |    |
| 2016                                     | Швейцарія (юн.)                          | Меморіал Івана Глінки                    | 8-е                                      | 3  | 1  | 1  | 2  | 2 |    |
| 2017                                     | Швейцарія (мол.)                         | МЧС                                      | 7-е                                      | 5  | 4  | 3  | 7  | 2 |    |
| 2017                                     | Швейцарія (юн.)                          | ЮЧС                                      | 8-е                                      | 5  | 1  | 5  | 6  | 0 |    |
| Загалом за юніорську та молодіжну збірні | Загалом за юніорську та молодіжну збірні | Загалом за юніорську та молодіжну збірні | Загалом за юніорську та молодіжну збірні | 32 | 11 | 17 | 28 | 4 |    |